# Lactacystin
Lactacystin ist eine organische Verbindung, die durch Bakterien der Gattung Streptomyces synthetisiert wird und im Jahr 1991 zuerst beschrieben wurde.

## Wirkung
Lactacystin ist ein Proteasom-Inhibitor und inhibiert spezifische katalytische Untereinheiten des Proteasoms. Proteasom ist ein Enzym, das intrazellulär Proteine abbaut und zu den Peptidasen gehört. Damit nimmt es an der Regulation des Zellzyklus teil. Die Steuerung der Proteasomfunktion eignet sich daher potentiell zur Krebstherapie. Lactacystin war der erste nicht-peptidische Proteasom-Inhibitor und wird mittlerweile weitverbreitet in der Biochemie und Zellbiologie eingesetzt.

## Synthese
Die erste Totalsynthese von Lactacystin wurde im Jahr 1992 von E. J. Corey entwickelt und später durch eine effiziente und direkte enantioselektive Synthese ergänzt. Mittlerweile haben verschiedene Forschungsgruppen alternative Synthesen entwickelt.